# Thomas Christopher Bruun
Thomas Christopher Bruun, född 2 november 1750, död 24 juni 1834, var en dansk filolog och författare och professor i engelska språket vid Köpenhamns universitet.

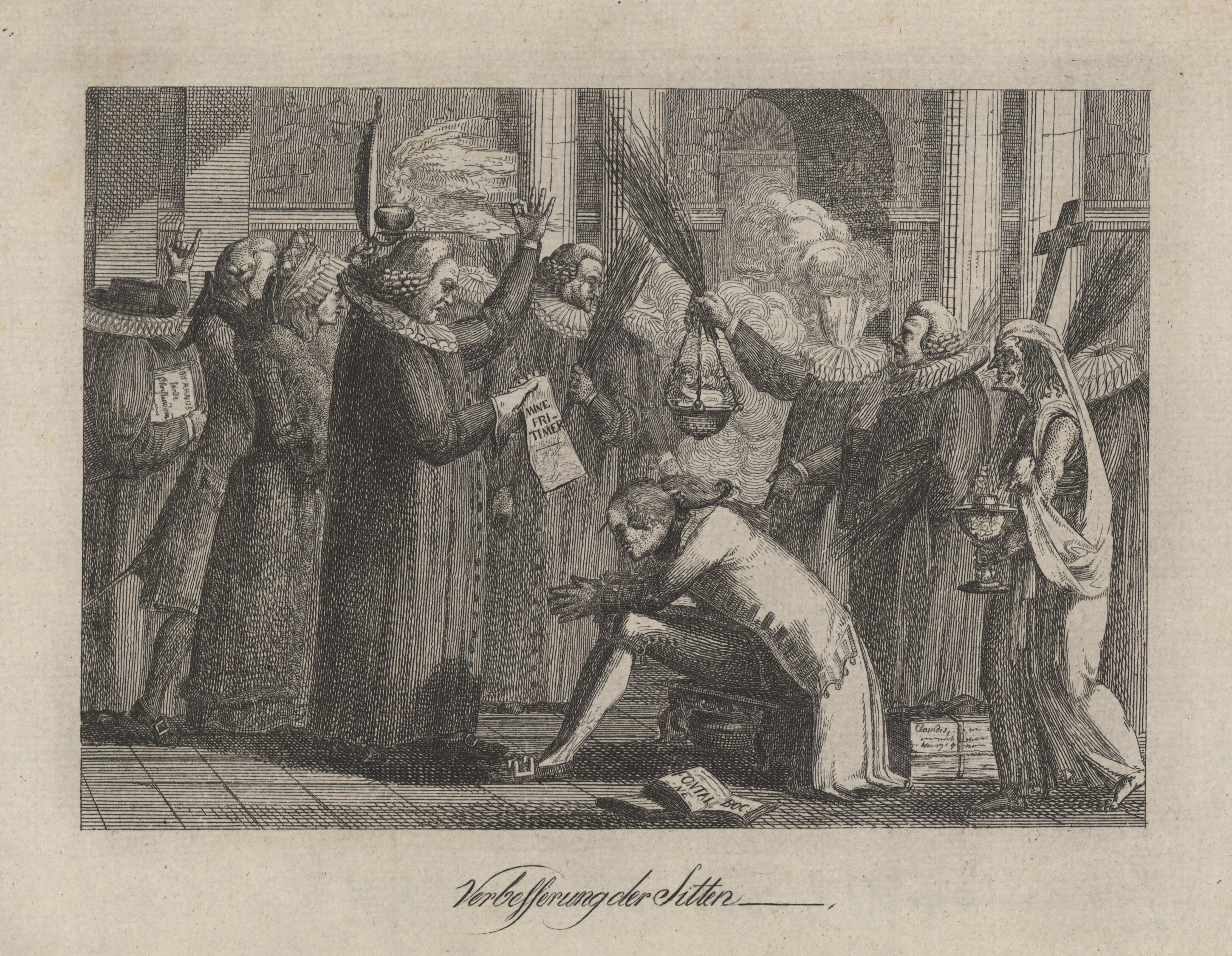
Kopparstick från 1784. Bruun tar emot kristendomsundervisning av Nicolai Edinger Balle efter att ha dömts till detta straff för sin bok "Mine Fritimer" i 1783.

Bruun blev 1767 student och livnärde sig som språklärare samt erhöll 1802 professur i engelska vid Köpenhamns universitet. Efter att ha skrivit några sentimentala skådespel och ett par historiska (Enevoldsregeringens indførelse och Erik Glipping) väckte han 1783 uppseende med Mine Fritimer, en samling versifierade berättelser, med ämnen valda från Giovanni Boccaccio och Lafontaine. Boken framkallade en kabinettsorder av statsministern Ove Höegh-Guldberg, vari föreskrevs, utöver konfiskering och böter, att Bruun skulle inställa sig till ny konfirmationsundervisning hos biskop Balle, vid risk av tukthusstraff. Detta föreläggande väckte mycket förargelse, ådrog regeringen hån och skaffade författaren sympati. Fem senare samlingar 1788-99 (Rimerier med flera) innehåller delvis liknande berättelser. Detsamma gäller hans episka travesti Judith eller Bethuliaden (1815). I den litterära "judefejden" 1813 uppträdde Bruun med flera hånande flygskrifter mot Jens Baggesen, som till svar betecknade honom som en skald i Venus Vulgivagas tjänst och en fuskare i konst.